# Energetsko piće
Energetski napitak je bezalkoholno piće koje trenutno povećava količinu energije u organizmu. Postoji nekoliko istraživanja koja potvrđuju da energetski napici zaista na kratko vreme povećavaju mentalne i kognitivne sposobnosti, budnost i fizičku izdržljivost. Energija u energetskom napitku ne oslobađa se kao rezultat sagorevanja kalorija, nego zbog stimulansa i vitamina koje sadrži.

## Istorija energetskih napitaka
Energetska pića su postala popularna u Aziji mnogo pre nego što su stigla u SAD i Evropu. Kompanija Taisho iz Japana je, 1962. godine, napravila prvi energetski napitak pod nazivom Lipovitan D, sa ciljem da pomogne zaposlenima da rade i preko noći. Lipovitan D je sadržao taurin, sastojak gotovo svih današnjih energetskih napitaka. Austrijski biznismen, Dietrich Mateschitz je na svom putovanju po Aziji, shvatio komercijalni potencijal energetskih napitaka i 1984. godine u Austriji osnovao firmu Red Bull sa istoimenim energetskim napitkom i upravo je Red Bull danas najprodavanije energetsko piće u svetu. U SAD se prvo energetsko piće pojavilo 1987. godine pod nazivom Jolt Cola i nije bilo pravo energetsko piće već više „soft drink” sa velikom koncentracijom šećera i kofeina.
U poslednjoj deceniji osim Red Bulla pojavila se čitava paleta sličnih proizvoda (Guarana, Fast Energy, Sinalco EnergiS, Booster…) što ukazuje na veliko interesovanje potrošača. Energetska pića se pre svega koriste za brzu obnovu mišićne snage, poboljšanje raspoloženja, budnosti i boljoj memoriji. Međutim, malo je poznato da energetska pića dovode do poremećaja srčanog ritma, nekontrolisane hipertenzije (povišenja krvnog pritiska) i svih komplikacija koja ovakva stanja dovode. Retki su proizvođači koji precizno naglašavaju da se proizvod ne preporučuje osobama mlađim od 18 godina, trudnicama, dojiljama, osobama sa srčanim tegobama, kao i osobama preosetljivim na kofein.

## Sadržaj
Energetski napici najčešće sadrže:
- Šećer
- Kofein
- Taurin
- Vitamine B-grupe
- Glukuronolakton

Energetski napici obično sadrže ksantine (uključujući kofein), gaziranu vodu, taurin, B vitamine i neke biljke. Uobičajeni sastojci su guarana, yerba mate, akai, gingseng, ginkgo biloba. Ponekada u energetske napitke dodaju maltodekstrin, inositol, karnitin i kreatin. Neki energetski napici sadrže šećer, dok ga drugi proizvođači zamjenjuju zaslađivačima. Nezaobilazni sastojak energetskih napitaka je kofein (često iz guarane ili yerba mate). Energetski napici sadrže tri puta više kofeina nego kola.

## Kofein
Kofein (trimetilksantin, tein, guaranin, metilteobromin) je alkaloid bele boje, izuzetno gorkog ukusa, dobro rastvoran u vodi, otkriven je 1819. godine i najviše se dobija izolovanjem iz zrna kafe, čaja ili biljke guarana. Termički je stabilan do oko 220°C, pa se prženjem kafe ne raspada.
Efekti umerenog unošenja kofeina: bolja pažnja, bolje pamćenje, porast očnog pritiska, smanjenje rizika srčanih oboljenja, bolje fizičke performanse, brži oporavak mišića, smanjen rizik oboljenja jetre.
Najčešći simptomi predoziranja kofeinom: razdražljivost, anksioznost, konfuzija, uznemirenost, delirijum, glavobolja, nesanica, prekomerno grčenje mišića, drhtanje, ubrzano disanje, nepravilan i ubrzan rad srca, bolovi u stomaku, mučnina, povraćanje, dehidratacija, učestalo mokrenje, pojačana osetljivost na dodir i bol, treperenje očnih kapaka, zvonjava u ušima.
Mehanizam delovanja kofeina na ljudski organizam i njegova sposobnost da nas održi budnim otkrivena je tek pre nekoliko godina. Prilikom pojačane fizičke aktivnosti u ljudskom organizmu dolazi do razgradnje ATP-a pri čemu se oslobađa potrebna energija. To dovodi do povećanja koncentracije adenozina u telu i njegovog pojačanog vezivanja za receptore u CNS-u pa se adenozin smatra „signalom umora”. Kako je struktura adenozina je slična strukturi kofeina on se vezuje za receptore adenozina i na taj način blokira njihovo delovanje, odnosno sprečava signaliziranje umora u mozgu. Osoba ovo doživljava kao stanje budnosti, odsustvo umora i povećanu aktivnost organizma.
Pojedini proizvođači energetskih napitaka nedavno su na tržište lansirali i mini konzerve osvežavajućih napitaka koji se piju na iskap, otuda i naziv „šuteri”. Umesto 2,5 dl napitka u mini konzervi se nalazi svega 0,6 dl. Međutim, i tako mala količina napitka sadrži gotovo istu, ali pet puta koncentrovaniju količinu kafeina!

## Taurin
Taurin (2-aminoetilsulfonska kiselina) je aminokiselina sa sumporom koja se u organizmu nalazi u slobodnom stanju, odnosno ne ulazi u sastav proteina. To nije prava aminokiselina (nema karboksilnu grupu) ali se najčešće svrstava među njih. Sintetiše se u pankreasu iz aminokiseline cistein ili metionin uz pomoć vitamina B6. Taurin čini 0,1% telesne mase čoveka.
Taurin se u organizam unosi putem hrane, a naročito su taurinom bogati plodovi mora i meso. Procenjuje se da se na ovaj način u organizam dnevno unese između 40 — 400 mg taurina. Studije su pokazale da količina do 1000 mg dnevno nije štetna po organizam. U energetskim napicima ga ima između 1000 i 2000 mg po pakovanju.
Taurin je jedan od glavnih sastojaka žuči, u kojoj sa holnom kiselinom (jedna od najvažnijih žučnih kiselina) gradi konjugat-tauroholnu kiselinu. Na taj način taurin utiče na varenje masti, apsorpciju liposolubilnih vitamina i na održavanje nivoa holesterola. Ima važnu ulogu u održavanju osmotskog pritiska u organizmu, stabilizaciji ćelijske membrane, detoksikaciji, a kao antioksidans utiče na rad srčanog mišića.
Reguliše transport Ca2+ — jona kroz ćelijsku membranu i na taj način utiče na kontrakciju mišića. Nakon intenzivnih treninga primećeno je da koncentracija taurina u krvi opada. Kod gojaznih osoba je konstatovana smanjena koncentracija taurina u organizmu. Nema dokaza da samo povećano unošenje taurina putem ishrane dovodi do poboljšanja sportskih rezultata, odnosno nije pronađena direktna veza između potrošnje taurina i povećanja energije u organizmu.
Potrošeni taurin se može nadoknaditi sintezom iz cisteina ili metionina (uz B6 vitamin), ali da bi se oni sačuvali za svoje primarne biološke funkcije, sportistima se često preporučuje dodatni unos taurina.
Dodatni unos taurina se često preporučuje kod vegetarijanske ishrane, jer biljke ne sadrže taurin.

## Glukuronolakton
D-glukurono-γ-lakton (DGL) je prirodni metabolit D-glukoze i učestvuje u regulisanju formiranja glikogena, skladišne forme šećera u mišićima i jetri. Kako povećana koncentracija glikogena dovodi do većeg vezivanja molekula vode u mišićima, što opet dovodi do povećana njihovog volumena, sam DGL je našao primenu u sportovima kao što je bodybuilding. DGL je u ravnoteži sa D-glukuronskom kiselinom i na taj način održava konstantnu fiziološku pH-vrednost sredine.
Uneti DGL se u organizmu brzo apsorbuje i eliminiše u obliku D-glukarne kiseline, ksilitola i L- ksiluloze.
DGL ne pokazuje toksičnost u organizmu ni pri jako visokim koncentracijama.
D-glukuronska kiselina ima dve značajne funkcije u organizmu: vezuje brojne liposolubilne molekule u oblik konjugata i na taj način ih čini bolje rastvornim u vodi i omogućava lakše izbacivanje iz organizma (detoksikacija jetre) to je prekursor za dobijanje vitamina C u organizmu. U slučaju značajnijeg prisustva toksičnih materija u jetri ili veće potrebe organizma za vitaminom C, dolazi do veće potrošnje D-glukuronske kiseline, odnosno UDP-glukoze u organizmu. Ovo ima za posledicu smanjenja glikogenskih rezervi u mišićima i jetri, što direktno dovodi slabijih sportskih rezultata.
Unošenjem dodatnih količina glukuronolaktona u organizam, moguće je povećati koncentraciju D-glukuronske kiseline i nadomestiti ovaj deficit. Ovo je najvažnija funkcija DGL u energetskim napicima.
Rađeni su eksperimenti gde su umornim vozačima u toku monotone vožnje davani energetski napici, energetski napici bez šećera(i DGL-a) kao i placebo! Nisu primećene značajnije razlike u budnosti i brzini reagovanja vozača kad je ugljeno-hidratna komponenta uklonjena, dok je u odnosu na vozače koji su dobijali placebo primećena razlika u reakcijama!
Unošenje povećanih količina DGL samo po sebi ne doprinosi povećanju sportskih učinaka, već samo u sadejstvu sa drugim supstancama (kofein. Međutim, kako ni unošenje velikih količina D-glukuronolaktona nema štetan uticaj na organizam, a može da ima pozitivne učinke pri detoksikaciji jetre (npr. kod hepatitisa B), a potpomaže pri popunjavanju glikogenskih rezervi u mišićima i jetri.

## Ostali sastojci

### Guarana
Guarana (Paullinia cupana) je biljka žbunastog oblika, raste u prašumama Amazona i Venecule. Ekstrakt semena biljke guarana sadrži kofein, kao i druge derivate ksantina, teofilin i teobromin, koji imaju sličnu strukturu kao i kofein, mada nešto blaže dejstvo.

### Vitamini B grupe
Vitamini B-grupe su prisutni u većini energetskih napitaka. Vitamin B2 (riboflavin), Vitamin B3 (niacin, nikotinska kiselina), Vitamin B5 (pantotenska kiselina), Vitamin B6 (piridoksin), Vitamin B12 (kobalamin).
Svi navedeni vitamini su rastvorljivi u vodi i imaju brojne funkcije u metabolizmu. Razlog njihovog dodavanja u energetske napitke je taj što kao kofaktori ulaze u sastav velikog broja enzima koji učestvuju u metabolizmu masti i ugljenih hidrata i dobijanja energije iz njih.

### Limunska kiselina
Dodaje se u cilju maskiranja gorkog ukusa kofeina. Kako je za maskiranje ukusa kofeina potrebna velika koncentracija limunske kiseline, u cilju održavanja pH vrednosti rastvora, dodaje se konjugovana baza, Na-citrat, koja sa limunskom kiselinom obrazuje pufersku smešu, pH-vrednost većine energetskih napitaka kreće se između 3 — 3,5.

## Štetna i neželjena dejstva usled konzumiranja energetskih pića
Kofein ceo organizam drži u stanju određene napetosti koja povećava budnost i poboljšava pamćenje i koncentraciju. Međutim, ovo dejstvo je kratkog daha i traje najviše 90 minuta. Energetski napici u izvesnoj meri podstiču budnost i predstavljaju privremeno sredstvo za borbu protiv umora.
Međutim, konzumiranje napitaka koji sadrže kafein utiče na rad srca, naročito kada se konzumiraju u većim količinama, jer tada dolazi do poremećaja srčanog ritma. Jedna konzerva energetskog napitka sadrži oko 80 mg kafeina, koliko i šoljica crne kafe.

## Energetski napici iscrpljuju energetske zalihe organizma
Svoje osnažujuće delovanje energetski napici duguju sintetičkom kofeinu, teobrominu i teofilinu. Ovi sintetički stimulansi pospešuju stvaranje adrenalina, koji ubrzava rad srca i cirkulaciju krvi. Dotok krvi u mozak se povećava što poboljšava raspoloženje. Ali ova dodatna energija se crpi iz organizma. Ubrzo dolazi do još većeg umora, apatije i nesanice. Redovno uzimanje energetskih napitaka može iscrpiti nadbubrežne žlijezde i izazvati bolest, koja se zove adrenalni umor.

## Energetski napici stvaraju zavisnost
Kao i drugi stimulansi, energetski napici stvaraju zavisnost. Mnogi korisnici takvih pića uskoro postaju njihovi taoci i doslovce su zavisni o njima. Bez svoje dnevne doze energetskog napitka osoba se oseća neraspoloženom i razdražljivom.
Naime, već posle četiri-pet dana redovnog konzumiranja stvara se zavisnost od kafeina sa jasnim simptomima kao što su hiperaktivnost, nesanica, nervoza, uznemirenost, razdražljivost i ubrzan rad srca. Stručnjaci takođe ističu da se konzumiranje ovih napitaka nikako ne preporučuje osobama mlađim od 16 godina, pošto se neurološki sistem kod dece i adolescenata još nije u potpunosti razvio.

## Energetski napici oštećuju unutrašnje organe
Zbog energetskih napitaka najviše pate srce i krvne žile, želudac i jetra.
- Kardiovaskularni sastav često reaguje na dodatnu energiju aritmijom, naglom promjenom krvnog pritiska i tahikardijom.
- Želudac pati zbog ugljen-dioksida, koji povećava stvaranje želudačnog soka i kiselost želuca, što škodi gastrointestinalnom traktu.
- Prijatan ukus, boja i aroma energetskog napitka stvoreni su uz pomoć hemijskih tvari. Svaki energetski napitak ih sadrži u velikim količinama. Sva ta hemija oštećuje našu jetru.

Sasvim je pogrešno uverenje da energetski napici mogu poboljšati fizičku spremnost. Istina je da oni menjaju, ali ni na koji način ne popravljaju mentalnu ili fizičku sposobnost korisnika. Ovi napici se ne preporučuju sportistima jer nisu dobro rešenje za rehidriranje tela, koje je zbog napora izgubilo suviše tečnosti.

## Energetski napici i alkoholna pića
Kofein maskira efekte alkohola i usporava nastanak osećanja pijanstva. Rezultat ove pogubne mešavine jeste pogrešno uverenje da bolje podnosimo alkohol, što nas nagoni da nastavimo da ga konzumiramo i zanemarujemo rizike koje to sobom nosi. Efekti ove štetne kombinacije su sledeći: dok kofein iz energetskih napitaka deluje stimulativno, alkohol deluje depresivno na nervni sistem. Stimulišući učinak kofeina prikriva depresivni učinak alkohola, pa osoba koja kombinuje ova dva pića ne može proceniti koliko je alkohola popila, što dovodi do konzumiranja alkohola i iznad granice tolerancije. Kofein iz energetskog napitka i alkohol imaju diuretičko dejstvo (povećavaju izlučivanje vode iz organizma), pa brže dovode do dehidracije. Zbog istovremene zasićenosti organizma šećerom i kofeinom, otežana je apsorpcija vode što može biti pogubno. Dehidracija ujedno može povećati toksične učinke alkohola. Kontradiktorno delovanje kofeina i alkohola ispoljava se i u nepravilnosti rada srca, padu krvnog pritiska, mogućnosti nastanka srčanog i moždanog udara. Kada prestane stimulativno djelovanje kofeina negativni učinci alkohola (vrtoglavica, povraćanje, pospanost i problemi sa disanjem) postanu izraženiji.

## Prirodni energetski napici
Mnogi proizvođači dodataka ishrani su počeli sa proizvodnjom prirodnih, „zdravih” energetskih napitaka.
Primer takvih energetskih napitaka su Forever Living FAB (sadrži taurin, guaranu, aloe veru, glutamin, karnitin, inositol, vitamine grupe B, gaziranu vodu, regulatore kiselosti, prirodnu boju, šećer i ksilitol) i Vision IFly (na bazi guarane, ginsenga, yerba mate, rhodiole rosea i ginkgo bilobe, sadrži glutamin, karnitin, kofein, fruktozu i vitamin C).
Iako su prirodni, takvi energetski napici isto sadrže velike količine kofeina i deluju kao stimulansi.To znači da oni oslobađaju zalihe energije, koje su skladištene u našem organizmu. Nakon perioda aktivnosti i euforije dolazi period pada energije i koncentracije.

## Spoljašnje veze
- Energetski napici